# 巡司镇
巡司镇，是中华人民共和国四川省宜宾市筠连县下辖的一个乡镇级行政单位。2019年8月，撤销武德乡，将其所属行政区域划归巡司镇管辖。

## 历史
明朝时设“三岔巡检司”。
清初，筠连县置定川、海银、禄南、木浪4个乡，镇境属禄南乡。禄南乡治所驻巡司场，辖巡司场、七星坝、木桶井、平安铺、德胜坝、双河场、屯乡坝、得用坝、小寨坝、滥泥坡、鸡爪山、大落瓦、小落瓦13个牌。
清同治年间(1861-1874)，析出禄南乡的双河场、德胜坝、得用坝、屯乡坝和定川乡的孔雀寺、龙塘沟置安乡。撤禄南乡置南乡，南乡治所驻巡司场，辖巡司场、七星坝、木桶井、平安铺、小寨坝、滥泥 、鸡爪山、大落瓦、小落瓦9个牌。安乡治所驻双河场，辖双河场、德胜坝、得用坝、屯乡坝、孔雀寺、龙塘沟6个牌。

## 行政区划
巡司镇下辖以下地区：
光明社区、七星社区、上游村、巡司村、四方村、银星村、和平村、土房村、德面村、小河村、红星村、西牛村、梧桐村、盐井村、黄荆村、芦丰村、新街村、西泉村、庆高村、荷花村、道溪村、黄坪村、杨柳村和沙林村、龙华社区、中华村、共和村、解放村、民主村、冒鼓村、半坡村、童家村、关津村、小寨村、水潦村、鱼池社区村、石泉村、东升村、新顺村、长征村、胜利村和金门村。